# Typhlosaurus meyeri
Typhlosaurus meyeri — вид сцинкоподібних ящірок родини сцинкових (Scincidae). Мешкає в Намібії і Південно-Африканській Республіці. Вид названий на честь німецького зоолога Адольфа Бернхарда Меєра

## Поширення і екологія
Typhlosaurus meyeri мешкають в прибережних районах Намакваленду, розташовашованих на південному заході Намібії в області Карас та на крайньому північному заході Північнокапської провінції в ПАР. Вони живуть на піщаних дюнах, місцями порослих рослинністю, та в інших піщаних пустельних районах, зокрема в Ріхтерсвельді. Зустрічаються на висоті від 50 до 400 м над рівнем моря.